# Cariniana parvifolia
Cariniana parvifolia, também conhecido como jequitibá-cravino, é uma espécie de  planta do gênero Cariniana e da família Lecythidaceae.
Espécie encontrada nos remanescentes de Floresta Atlântica próximos à costa no norte do Espírito Santo ao sul da Bahia.

## Taxonomia
A espécie foi descrita em 1995 por Marcos de Souza Menandro, Scott A. Mori e Ghillean Prance.

## Forma de vida
É uma espécie terrícola e arbórea.

## Descrição
Arvores de dossel ou emergentes; folhas com base
revoluta, margem crenulada; inflorescência em panículas; pixídios cilíndricos.

## Conservação
A espécie faz parte da Lista Vermelha das espécies ameaçadas do estado do Espírito Santo, no sudeste do Brasil. A lista foi publicada em 13 de junho de 2005 por intermédio do decreto estadual nº 1.499-R.

## Distribuição
A espécie é endêmica do Brasil e encontrada nos estados brasileiros de Bahia e Espírito Santo.
A espécie é encontrada no domínio fitogeográfico de Mata Atlântica, em regiões com vegetação de floresta ombrófila pluvial.